# Ideal (Géorgie)
Pour les articles homonymes, voir Ideal.
Ideal est une ville américaine située dans le comté de Macon, en Géorgie. Selon le recensement de 2020, sa population est de 407 habitants.